# Michael Saeta
Michael Saeta (ur. 19 kwietnia 1994 w South Pasadena) – amerykański siatkarz, grający na pozycji rozgrywającego. 

## Sukcesy klubowe
Superpuchar Francji:
- 2017[2]

Wicemistrzostwo Francji:
- 2018, 2019